# ماري هانكل
ماري هانكل (بالألمانية: Marie Hankel)‏ (2 فبراير 1844، شفيرين في ألمانيا - 15 ديسمبر 1929، درسدن في ألمانيا)؛ كاتِبة، سفرجات وشاعرة ألمانية.